# 三穗津姬
三穗津姬（みほつひめ）乃《日本書紀》之寫法，日本神話傳說她是高皇產靈神的女兒、大物主神或大國主神之后。

## 概要

### 日本書紀之記載
據《日本書紀》卷第二之記載，第二種說法謂天神派遣經津主神與武甕槌神平定葦原中國，大己貴神（即大物主神）報曰：「天神勅教，不敢不從命，我將讓出葦原中國之統治權，退居幕後。」於是向前述二神推薦岐神說：「此神可以代替我，我將從此避去。」隨即躬披瑞之八坂瓊而退隱。接著經津主神以岐神為前導，平定葦原中國。抗命者即加以斬戮，歸順者仍加以褒美。是時歸順之首乃大物主神及事代主神，於天高市率八十萬國神，表現出順服之意。
但高皇產靈尊勅大物主神云：「假如祢娶國神為妻，我認為祢仍有疏心，故今我以女兒三穗津姬許配給祢。祢應當率領八十萬國神，永世護衛天孫，使其順利降臨葦原中國。」遂以紀國忌部遠祖手置帆負神為作笠者、彥狹知神為作盾者、天目一箇神為作金者、天日鷲神為作木綿者、櫛明玉神為作玉者。高皇產靈神又命太玉命以肩被太手繦而代御手，故以這種形式祭拜此神的緣由起於此；復命天兒屋命主持祭神儀式，並俾以占卜之事。高皇產靈神敕令曰：「我會樹立天津神籬及天津磐境，為吾孫奉齋，天兒屋命和太玉命二神持天津神籬降於葦原中國，亦為吾孫奉齋。」遂差遣二神陪同正哉吾勝勝速日天忍穗耳尊降臨。

## 解說
神名中的「三穗（みほ）」亦可寫成「美穗」，意為「豐美的稻穗」；「津（つ）」表「的」；故「三穗津姬」即為「稻穗女神」之意。所以一般認為三穗津姬除了保佑農作繁隆外，也守護子孫繁榮。此外位於島根縣松江市的美保神社除了主祀三穗津姬命外，亦奉祀事代主神。佛教傳入日本後神佛習合，事代主神又被稱為惠比壽，因此美保神社成為全日本3,385座惠比壽神社的總本社。

## 信仰
在日本主祭三穗津姬的神社主要計有下列：
- 美保神社（島根縣松江市）
- 出雲大神宮（京都府龜岡市）
- 村屋坐彌富都比賣神社（奈良縣磯城郡田原本町）
- 御穗神社（靜岡縣靜岡市）

## 內部連結
- 大物主神
- 大國主神

## 外部連結
- （日語）出雲國神仏霊場公式ホームページ：美保神社
- （日語）美保の関